# أيومو تاتشيبانا
أيومو تاتشيبانا (باليابانية: 立花 歩夢) (مواليد 4 نوفمبر 1995) هو لاعب كرة قدم ياباني.

## وصلات خارجية
- أيومو تاتشيبانا على موقع رابطة كرة القدم اليابانية للمحترفين (اليابانية)
- أيومو تاتشيبانا على موقع قاعدة بيانات كرة القدم.إي يو (الإنجليزية)
- أيومو تاتشيبانا على موقع Soccerway.com (الإنجليزية)
- أيومو تاتشيبانا على موقع عالم كرة القدم.نت (الإنجليزية)